# El Corralito, Oxchuc
El Corralito är en ort i Mexiko.   Den ligger i kommunen Oxchuc och delstaten Chiapas, i den sydöstra delen av landet, 800 km öster om huvudstaden Mexico City. El Corralito ligger 1 378 meter över havet och antalet invånare är 910.
Terrängen runt El Corralito är huvudsakligen kuperad, men österut är den platt. Runt El Corralito är det ganska tätbefolkat, med 75 invånare per kvadratkilometer. Närmaste större samhälle är Ocosingo, 19,5 km nordost om El Corralito. I omgivningarna runt El Corralito växer i huvudsak städsegrön lövskog.